# خانه جندقی
خانه جندقی مربوط به اواخر دوره قاجار است و در یزد، خیابان سلمان فارسی، بن‌بست در بند عسکری، پلاک ۸ واقع شده و این اثر در تاریخ ۲۸ اسفند ۱۳۸۶ با شمارهٔ ثبت ۲۲۷۶۸ به‌عنوان یکی از آثار ملی ایران به ثبت رسیده است.